# Kelawakaju orientalis
Espèce
Kelawakaju orientalis est une espèce d'araignées aranéomorphes de la famille des Salticidae.

## Distribution
Cette espèce est endémique de la préfecture d'Okinawa au Japon,. Elle se rencontre sur Iriomote-jima.

## Description
Le mâle holotype mesure 6,45 mm.

## Systématique et taxinomie
Cette espèce a été décrite par Suguro en 2024.

## Publication originale
- Suguro, 2024 : « A new species of the genus Kelawakaju (Araneae: Salticidae) from Iriomotejima Island, Japan. » Acta Arachnologica, vol. 73, no 2, p. 111-113 (texte intégral).